# О’Делл, Нэнси
Нэ́нси Ивли́н О'Делл (англ. Nancy Evelyn O'Dell), в девичестве — Ха́мфрис (англ. Humphries; 25 февраля 1966, Самтер, Южная Каролина, США) — американская журналистка, телеведущая и актриса.

## Биография
Нэнси Ивлин Хамфрис (О'Делл в девичестве) родилась 25 февраля 1966 года в Самтере (штат Южная Каролина, США) в семье Бетти Хамфрис (умерла в 2008 году от бокового амиотрофического склероза). У Нэнси есть сестра-участница «Kappa Kappa Gamma».

## Карьера
Нэнси начала свою карьеру в качестве журналистки в 1980-х годах и прославилась как ведущая «Access Hollywood» и «Entertainment Tonight».
В 1995 году Нэнси дебютировала в кино, сыграв роль женщины в аудитории в эпизоде «Salute to Getting Off Easy» телесериала «Ночное стояние». В 2002 году О'Делл играла саму себя в пятом сезоне телесериала «Зачарованные». Всего она сыграла более чем в 20-ти фильмах и телесериалах.

## Личная жизнь
С 1995 по 2004 годы О’Делл была замужем за доктором Ричардом О’Деллом.
С 2005 по 2018 год О’Делл была замужем за президент и генеральным директором «Conviva» Китом Зубчевичем. У бывших супругов есть дочь — Эшби Грейс Зубчевич (род. 11 июня 2007).

## Избранная фильмография
| Год  |   | Русское название | Оригинальное название | Роль              |
| ---- | - | ---------------- | --------------------- | ----------------- |
| 1997 | ф | Крик 2           | Scream                | интервьюер Тори   |
| 2000 | ф | Крик 3           | Scream 3              | репортёр          |
| 2009 | с | Ханна Монтана    | Hannah Montana        | в роли самой себя |
| 2011 | ф | Крик 4           | Scream 4              | телеведущая       |